# Hilcea Druha, Zdolbuniv
Hilcea Druha (în ucraineană Гільча Друга) este un sat în comuna Urvenna din raionul Zdolbuniv, regiunea Rivne, Ucraina.

## Demografie
Componența lingvistică a localității Hilcea Druha
     Ucraineană (99,82%)
Conform recensământului din 2001, majoritatea populației localității Hilcea Druha era vorbitoare de ucraineană (99,82%), existând în minoritate și vorbitori de alte limbi.